# Паркс, Джонсон
Джонсон Паркс (англ. Johnson Parks; 15 октября 1884 года — 
17 июля 1998 года) — американский долгожитель. Он был старейшим живущим мужчиной мира с 25 апреля 1998 до своей смерти 17 июля того же года.

## Биография
Джонсон Паркс родился в Джорджии 15 октября 1884 года. Джонсон переехал во Флориду в 1961 году. Там он стал работать на ферме. 
После смерти 115-летнего Кристиана Мортенсена в апреле 1998 Паркс стал старейшим живущим мужчиной мира.
Он умер 15 октября 1998 в возрасте 113 лет, 275 дней и до сих пор остается десятым старейшим мужчиной, когда-либо зарегистрированным. Он был третьим по старшинству проверенным мужчиной на момент смерти после Кристиана Мортенсена и Мэтью Бирда. Он пережил свою дочь, Джулию Форрест, сына, Вилли Ворвелла, и брата, Эрриса Джексона.

## См.также
- Долгожитель
- Список старейших мужчин